# Вольфганг Водарг
Вольфганг Водарг (нар. 2 березня 1947 в Ітцего, земля Шлезвіг-Гольштейн) — німецький лікар-психіатр, політик, член СДПН, голова комітету охорони здоров'я Парламентської асамблеї Ради Європи.

## Освіта і робота за професією
Народився 2 березня 1947 в Ітцего (земля Шлезвіг-Гольштейн).
У 1966 році, після закінчення середньої школи, вивчав медицину в Берліні та Гамбурзі. Отримав ліцензію лікаря в 1973 році. У 1974 році отримав докторський ступінь (Dr. Med.) в університеті Гамбурга, захистивши дисертацію на тему «Психіатричні хвороби моряків — дослідження самогубства, алкоголізму та інших важливих психіатричних захворювань». Надалі працював судновим лікарем і портовим лікарем в Гамбурзі. З 1983 року працював в органах охорони здоров'я у Фленсбурзі (нім. Amtsarzt) і читав лекції в університеті Фленсбурга.

## Політична робота
Вступив в СДПН у 1988 році.
З 1994 по 2009 рік був членом бундестагу Німеччини.
Як голова комітету охорони здоров'я Парламентської асамблеї Ради Європи, 18 грудня 2009 року Водарг підписав проект резолюції, мала обговорюватися в січні 2010 року. Він закликав до розслідування передбачуваного впливу фармацевтичних компаній в глобальній компанії ВООЗ по боротьбі з
пандемією грипу H1N1 у 2009 році. В 2009-2010 роках він заявляв, що пандемія свинячого грипу була фальшивкою, що дозволила заробити фармацевтичним компаніям на продажу вакцини.
У 2020 доводив, що коронавірусна "істерія" необгрунтована.